# Juan Carlos Dyrzka

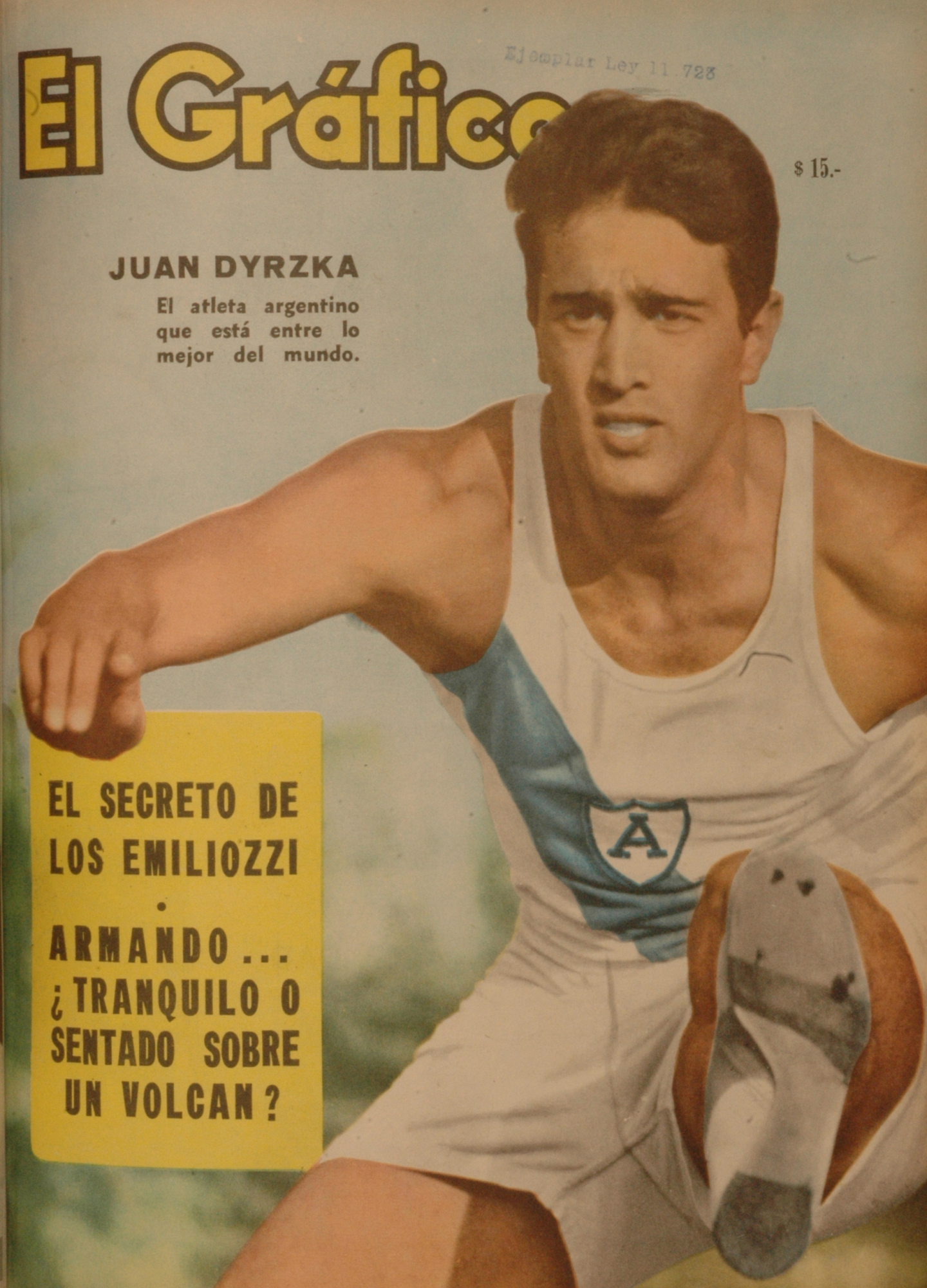
Juan Dyrzka

Juan Carlos Pablo Dyrzka (* 24. März 1941 in Buenos Aires; † 26. Juni 2012) war ein argentinischer Leichtathlet, dessen Landesrekord im 400-Meter-Hürdenlauf 49 Jahre Bestand hatte.

## Karriere
Dyrzka gewann 1960 und 1962 den 400-Meter-Hürdenlauf bei den Iberoamerikanischen Spielen, 1962 belegte er außerdem über 400 Meter den zweiten Platz. Bereits 1961 hatte Dyrzka über 400 Meter Hürden seinen ersten Titel bei den Südamerikameisterschaften gewonnen, diesen Titel gewann er auch 1963, 1969 und 1971, dazwischen wurde er 1965 und 1967 Zweiter. Zwei weitere Silbermedaillen gewann er über 400 Meter 1961 und 1963, 1967 gewann er Bronze über 110 Meter Hürden. Bei den Panamerikanischen Spielen 1963 gewann er den 400-Meter-Hürdenlauf in 50,32 Sekunden. Daraufhin wurde er als Argentiniens Sportler des Jahres 1963 ausgezeichnet.
1964 trat Dyrzka bei den Olympischen Spielen in Tokio auf seinen drei Distanzen an. Über 400 Meter flach und über 110 Meter Hürden schied er jeweils im Vorlauf aus, über 400 Meter Hürden kam er bis ins Halbfinale. Vier Jahre später bei den Olympischen Spielen 1968 in der Höhe von Mexiko-Stadt gewann er am 13. Oktober den zweiten Vorlauf in 49,82 Sekunden, im Halbfinale schied er mit 49,86 Sekunden als Fünfter seines Laufs und insgesamt Zehnter aus. Über 400 Meter verbesserte er im Viertelfinale seine persönliche Bestzeit auf 46,85 Sekunden, schied aber damit aus.
Der von Dyrzka aufgestellte argentinischen Landesrekord über 400 Meter Hürden wurde erst 49 Jahre später, am 9. April 2017, von Guillermo Ruggeri unterboten.
Dyrzka hatte bei einer Größe von 1,80 Meter ein Wettkampfgewicht von 77 Kilogramm.

## Bestleistungen
- 400 Meter: 46,85 Sekunden (1968)
- 110 Meter Hürden: 14,4 Sekunden (1962)
- 400 Meter Hürden: 49,82 Sekunden (1968)

## Meistertitel
- 400 Meter: 1960, 1962, 1967
- 110 Meter Hürden: 1960, 1962, 1966, 1967, 1969
- 400 Meter Hürden: 1960, 1962, 1966, 1967, 1969[3]